# Dorogomilovo
Dorogomilovo est un district municipal de Moscou situé  dans le district administratif ouest de la ville. Il est adjacent au district de l'Arbat et de la Presnia. Il contient la prestigieuse perspective, Koutouzovsky Prospekt, le Mont Poklonnaïa et parc de la Victoire, la gare de Kiev, la Place de l'Europe et le pont Bagration. 

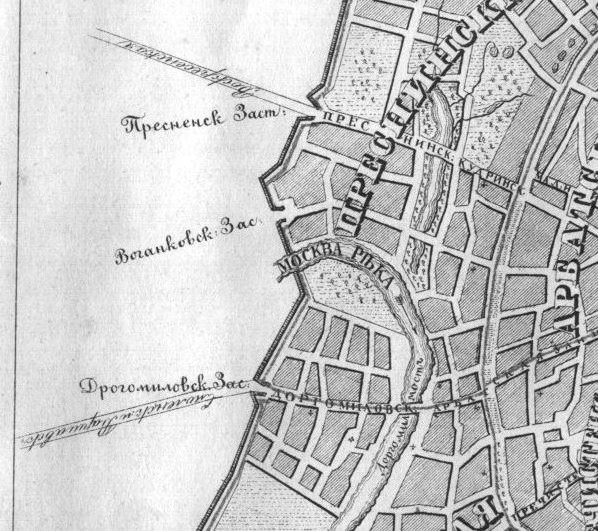
Dorogomilovo (plan de 1846)

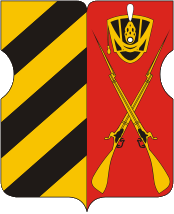
Armes du district
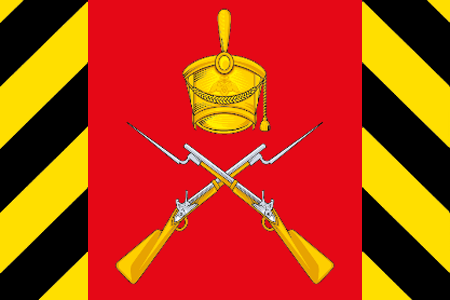
Drapeau du district